# کروموزوم ۱۷ (انسان)
کروموزوم ۱۷ انسان،

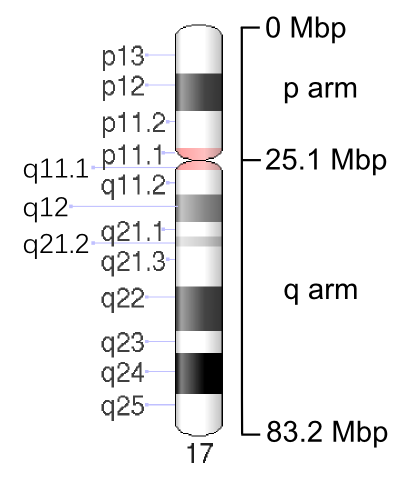
ایدئو گرام کروموزوم ۱۷ (انسان). MBP به معنی مگا جفت باز است. برای مشاهدهٔ دیگر منابع جایگاه کروموزومی را ببینید.

در کنار کروموزوم‌های دیگر، یکی از ۲۳ جفت کروموزوم در بشر است. انسان‌ها به روال معمول دو نسخه از این کروموزوم را دارند. کروموزوم ۱۷ از بیش از ۸۳ میلیون جفت باز (اجزای تشکیل‌دهندهٔ دی‌ان‌ای) تشکیل یافته و در برگیرندهٔ بین ۲٫۵ تا ۳ درصد از کل دی‌ان‌ای در سلول‌های انسان‌است.
شناسایی هویت ژن‌ها در هر کروموزوم یکی از زمینه‌های فعال در پژوهش‌های ژنتیکی است. پژوهش‌گران از روش‌های مختلفی برای پیش‌بینی تعداد ژن در هر کروموزوم استفاده می‌کنند، از این رو، شمار تخمینی ژن‌ها در هر کروموزوم همیشه یک‌سان نیست. دانشمندان بر این باور بودند که کروموزوم ۱۷ می‌توانست در بر دارندهٔ بین ۱۲۰۰ و ۱۵۰۰ ژن یا بیشتر باشد. (تخمین تازه‌تر شمار ژن‌های این کروموزوم در جعبه اطلاعات ثبت است).
در ژانویه سال ۲۰۱۷، دو تخمین متفاوت با اختلاف ۹٪، با یک‌دیگر ارائه‌شده، که نشان می‌دهند کروموزوم ۱۷ انسان می‌تواند در بر گیرندهٔ بین ۲۴۳۲ و 2,653 ژن باشد.
کروموزوم ۱۷ شامل خوشهٔ ژنی (Homeobox B) نیز هست.